# Culex perryi
Culex perryi är en tvåvingeart som beskrevs av John Nicholas Belkin 1962. Culex perryi ingår i släktet Culex och familjen stickmyggor. Inga underarter finns listade i Catalogue of Life.